# Kadumalati
Kadumalati is een bestuurslaag in het regentschap Pandeglang van de provincie Banten, Indonesië. Kadumalati telt 2426 inwoners (volkstelling 2010).